# Crepidomanes mannii
Crepidomanes mannii là một loài thực vật có mạch trong họ Hymenophyllaceae. Loài này được (Hook.) J.P. Roux mô tả khoa học đầu tiên năm 2000.